# Джиллетт-Гроув (Айова)
Джиллетт-Гроув (англ. Gillett Grove) — місто (англ. city) в США, в окрузі Клей штату Айова. Населення — 30 осіб (2020).

## Географія
Джиллетт-Гроув розташований за координатами 43°0′57″ пн. ш. 95°2′11″ зх. д. / 43.01583° пн. ш. 95.03639° зх. д. (43.015705, -95.036282).  За даними Бюро перепису населення США в 2010 році місто мало площу 0,50 км², уся площа — суходіл. В 2017 році площа становила 0,57 км², з яких 0,57 км² — суходіл та 0,00 км² — водойми.

## Демографія
Згідно з переписом 2010 року, у місті мешкало 49 осіб у 24 домогосподарствах у складі 12 родин. Густота населення становила 99 осіб/км².  Було 30 помешкань (60/км²).
Расовий склад населення:
| - 98,0 % — білих |

До двох чи більше рас належало 2,0 %. Частка іспаномовних становила 0,0 % від усіх жителів.
За віковим діапазоном населення розподілялося таким чином: 20,4 % — особи молодші 18 років, 59,2 % — особи у віці 18—64 років, 20,4 % — особи у віці 65 років та старші. Медіана віку мешканця становила 43,3 року. На 100 осіб жіночої статі у місті припадало 104,2 чоловіків;  на 100 жінок у віці від 18 років та старших — 116,7 чоловіків також старших 18 років.
За межею бідності перебувало 21,4 % осіб, у тому числі 21,1 % дітей у віці до 18 років та 0,0 % осіб у віці 65 років та старших.
Цивільне працевлаштоване населення становило 23 особи. Основні галузі зайнятості: будівництво — 26,1 %, фінанси, страхування та нерухомість — 17,4 %, транспорт — 8,7 %, виробництво — 8,7 %.